# George Jeffreys, 1. Baron Jeffreys

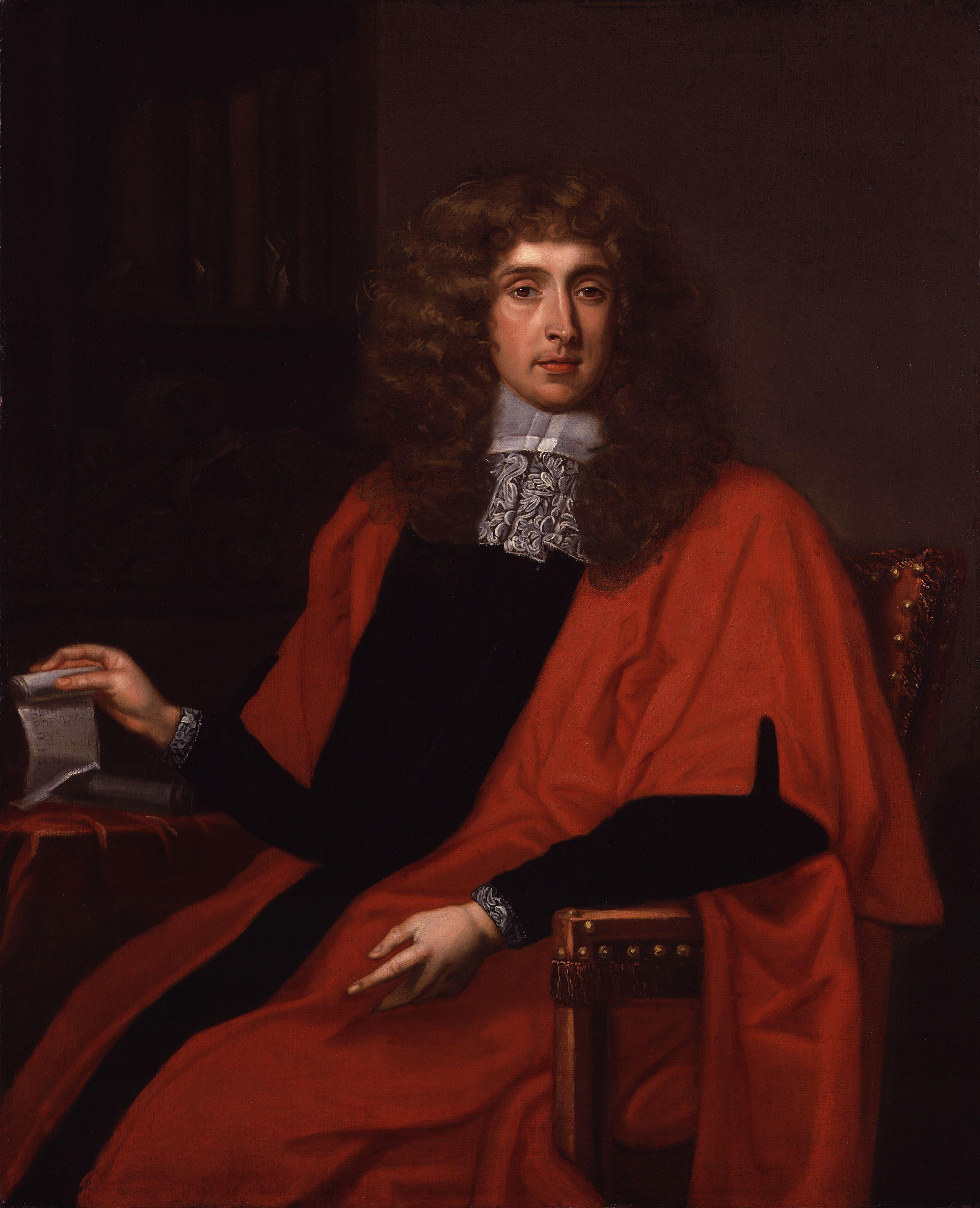
Sir George Jeffreys, um 1679

George Jeffreys, 1. Baron Jeffreys PC (* 15. Mai 1645 in Wrexham in Wales; † 18. April 1689 in London) war Lordkanzler und Lord Chief Justice von England.

## Leben
Jeffreys wurde auf dem Familienbesitz von Acton Hall, Wrexham, als sechster Sohn von John und Margaret Jeffreys geboren. Er wurde an der Shrewsbury School, der St Paul’s School und der Westminster School, London, ausgebildet. Anschließend studierte er ein Jahr an der Universität Cambridge.
In der Zeit der Restauration war er als Lord Oberrichter für Massaker unter der Bevölkerung nach dem erfolglosen Versuch der Machtübernahme durch James Scott, 1. Duke of Monmouth, verantwortlich. Diese Taten gingen unter dem Namen Bloody Assizes in die Annalen ein. Entgegen weitläufig bekannter achtzig Toter gehen auf sein Durchgreifen ungefähr 1.000 willkürlich getötete Zivilisten. Seine folgende Karriere zeigte, wie willig er seine Unparteilichkeit als Richter seinem politischen Ehrgeiz unterstellen sollte.
Jakob II. schlug ihn 1677 zum Knight Bachelor, ernannte ihn 1681 für seine treuen und willfährigen Dienste zum Baronet, of Bulstrode in the County of Buckingham, und vier Jahre später zum Baron Jeffreys, of Wem in the County of Shrewsbury, und gleichzeitig zum Lordkanzler. Jeffreys hielt diese Position bis zur Absetzung Jakobs 1688. In Anbetracht seiner Taten versuchte er, aus dem Land zu fliehen, wurde aber festgenommen und starb im Tower of London an Nierenversagen. Er hatte bereits seit längerem an Nierensteinen gelitten.